# Кінери
Кіне́ри (рос. Кинеры, чув. Кĕнер) — присілок у складі Козловського району Чувашії, Росія. Входить до складу Карамишевське сільського поселення.
Населення — 117 осіб (2010; 175 у 2002).
Національний склад:
- чуваші — 97 %